# Denarius Dei
Der Denarius Dei (auch: Gottespfennig, Arrah, Draufgeld, Weinkauf, Leitkauf, Hartpfennig etc.) ist ein kleiner Geldbetrag, der im Mittelalter zur Besiegelung eines Vertrages gezahlt wurde.
Ursprünglich wurde der Denarius Dei einem Kaufvertrag beigegeben. Beide, der Vertrag und der Gottespfennig, wurden in einem so genannten Gotteskasten zur sicheren Aufbewahrung niedergelegt. Später bezeichnete der Denarius Dei dann lediglich noch das zur Bestätigung eines Vertrages gezahlte Geld, das dann oft auch nur noch symbolisch entrichtet wurde. Im Ermland erhielten Knechte und Mägde, wenn sie sich für ein Jahr verdingten, in der zweiten Hälfte des 17. Jahrhunderts üblicherweise 10 Groschen als Gottespfennig.